# Romano III Argiro
Romano III Argiro (em grego: Ρωμανός Γ΄ Αργυρός; romaniz.: Rōmanos III Argiros), (968 – 11 de abril de 1034), foi imperador bizantino de 15 de novembro de 1028 a 11 de Abril de 1034. "Argiro" significa "prata" em grego.

## Vida
Romano Argiro era filho de um membro desconhecido da família Argiro e bisneto do imperador Romano I Lecapeno. Durante o reinado de Basílio II Bulgaróctono, Romano desempenhou o cargo de juiz, e no reinado de Constantino VIII tornou-se prefeito de Constantinopla. Romano atraiu a atenção de Constantino VIII, que o obrigou a divorciar-se da sua esposa (mandando-a para um convento) e a casar-se com Zoé Porfirogênita, filha do imperador. O casamento realizou-se a 12 de Novembro de 1028, e três dias mais tarde Constantino VIII faleceu, deixando Romano III como imperador.
O novo imperador demonstrou vontade de deixar a sua marca como governante, mas sofreu grandes reveses nos seus projectos. Gastou avultadas quantias em novas edificações e doações aos mosteiros, ao mesmo tempo que desorganizava a estrutura fiscal do império por querer reduzir a carga tributária. Idealizando Marco Aurélio, Romano aspirava a ser o novo "rei filósofo", e ao mesmo tempo queria imitar os feitos militares de Trajano. 

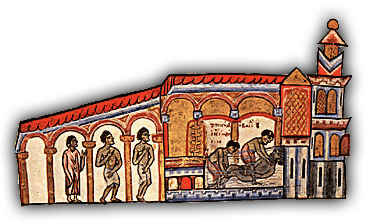
Romano III Argiro - gravemente doente - morre no palácio em 1034. Na imagem, Romano está no banho quando morre (da Crónica de João Escilitzes.

Em 1030, decidiu retaliar contra as incursões dos Muçulmanos na fronteira oriental comandando um grande exército e conduzindo-o até Alepo, mas sofreu uma pesada derrota por se ter deixado surpreender em Azaz, perto de Antioquia. Embora este desastre tenha sido compensado pela conquista e posterior defesa de Edessa por Jorge Maniaces em 1032 e pela derrota de uma armada muçulmana no mar Adriático, Romano nunca recuperou a popularidade. 
Enquanto membro da aristocracia, Romano III suspendeu a prática dos seus antecessores de redução dos privilégios da classe e reduziu-lhes os impostos, permitindo ao mesmo tempo que os lavradores livres fossem reduzidos à condição de servos. Numa tentativa vã de reduzir as despesas, Romano impôs limites às despesas da imperatriz, o que só veio aprofundar as divergências entre os cônjuges.
Internamente, Romano III viu-se confrontado com diversas conspirações, a maior parte delas tendo como origem a sua cunhada Teodora, como as de 1029 e 1030. Embora tenha sobrevivido a estas conjuras, a sua morte prematura em 1034 é atribuída ao envenenamento pela sua esposa, embora também se creia que foi afogado enquanto se banhava, por ordem de Zoé.

## Família
Com a sua primeira esposa Helena, Romano III teve uma filha:
- (nome próprio desconhecido) Argira, prometida a Henrique III, imperador romano-germânico.

Com a sua segunda esposa Zoé, Romano III não teve filhos.